# Ennemis publics (film, 1941)
Pour les articles homonymes, voir Ennemi public et Public Enemy (homonymie).
Pour plus de détails, voir Fiche technique et Distribution.
Ennemis publics (Public Enemies) est un film américain réalisé par Albert S. Rogell, sorti en 1941.

## Synopsis
Un journaliste enquête sur un gang et doit venir en aide à une héritière, Bonnie Parker (sans lien avec Bonnie Parker).

## Fiche technique
- Titre : Ennemis publics
- Titre original : Public Enemies
- Réalisation : Albert S. Rogell
- Musique : Mort Glickman
- Société de production : Republic Pictures
- Pays d'origine :  États-Unis
- Durée : 68 minutes
- Date de sortie : 30 octobre 1941

## Distribution
- Wendy Barrie : Bonnie Parker
- Edgar Kennedy : Biff
- William Frawley : Bang
- Marc Lawrence : Mike
- Nana Bryant : Emma
- Willie Fung : Lee Hong
- Paul Fix : Scat
- Russell Hicks : Tregar
- Peter Leeds : un journaliste
- Frank Richards : Shelby
- Wally Albright : Tommy